# Pagsanjan
Pagsanjan è una municipalità di seconda classe delle Filippine, situata nella Provincia di Laguna, nella Regione del Calabarzon.
Pagsanjan è formata da 16 baranggay:
- Anibong
- Barangay I (Pob.)
- Barangay II (Pob.)
- Biñan
- Buboy
- Cabanbanan
- Calusiche
- Dingin
- Lambac
- Layugan
- Magdapio
- Maulawin
- Pinagsanjan
- Sabang
- Sampaloc
- San Isidro